# Augustine Ndubueze Echema
Augustine Ndubueze Echema (ur. 28 grudnia 1958 w Ohuhu Nsulu) – nigeryjski duchowny katolicki, biskup Aba od 2020.

## Życiorys

### Prezbiterat
Święcenia kapłańskie przyjął 16 sierpnia 1986 i został inkardynowany do archidiecezji Owerri. Po święceniach został wychowawcą w niższym seminarium w Okpali, a w latach 1988–1989 był proboszczem w Umuneke Ngor. W latach 1989–1994 studiował we Frankfurcie nad Menem, a kolejny rok spędził jako proboszcz w Schwalbach am Taunus. W 1996 powrócił do kraju i objął stanowisko wykładowcy w Katolickim Instytucie Afryki Zachodniej w Port Harcourt, pełniąc jednocześnie funkcję przewodniczącego archidiecezjalnej komisji liturgicznej.

### Episkopat
28 grudnia 2019 papież Franciszek biskupem diecezji Aba. Sakry udzielił mu 13 lutego 2020 nuncjusz apostolski w Nigerii – arcybiskup Antonio Filipazzi.